# Piotr Jaroszewicz
Piotr Jaroszewicz (8. října 1909 Ňasviž, Minská gubernie – 1. září 1992 Varšava) byl polský premiér v letech 1970–1980.

## Životopis
Narodil na území dnešního Běloruska ve městě Ňasviž, tehdy součástí Ruska. Vystudoval střední školu v polském Jasłu a pracoval jako učitel. Po vypuknutí druhé světové války žil v sovětské okupované zóně. V červenci byl 1940 deportován do okolí Archangelska, kde pracoval v lese. V roce 1943 vstoupil do 1. polské armády a o rok později do Polské dělnické strany. V letech 1945–1950 byl náměstkem ministra obrany, 1952–1970 místopředsedou vlády, 1954–1956 ministrem těžebního průmyslu a od roku 1956 také velvyslancem v Radě vzájemné hospodářské pomoci. Od vzniku Polské sjednocené dělnické strany v roce 1948 byl členem jejího ústředního výboru. Od 23. prosince 1970 byl polským premiérem. Vzhledem ke špatné hospodářské politice za jeho vlády došlo v letech 1976–1980 k vlně protestů. V únoru 1980 se vzdal funkce a o rok později byl vyloučen i ze strany.
Po odchodu z politiky se držel v ústraní. Se svou druhou ženou žil na varšavském předměstí. V roce 1992 byl s manželkou ve svém domě zavražděn. Jeho vrazi byli dopadeni v roce 2018. Podle konspirační teorie měla na jeho smrti podíl ruská tajná služba KGB. Jaroszewicz měl vypovídat v Moskvě před ústavním soudem o praktikách sovětského stranického vedení na jaře a v létě roku 1968. U soudu měl vypovídat i československý politik Alexander Dubček, který měl v den vraždy Jaroszewicze smrtelnou autonehodu.